# Alberto de la Bella Madueño
Alberto de la Bella Madueño (2 de desembre de 1985 a Santa Coloma de Gramenet, Barcelonès) és un exfutbolista català que jugava en la posició de lateral esquerre. Va ser internacional amb la selecció catalana.
Va passar la major part de la seva carrera professional amb la Reial Societat, jugant 218 partits competitius amb el club.

## Carrera de club
Nascut a Santa Coloma de Gramenet, Catalunya, de la Bella va començar la seva carrera a la UDA Gramenet local. A part d'aquest club, només va representar equips B en diverses parts del país durant quatre temporades, cedit, i posteriorment va jugar amb el filial del Sevilla FC a la Segona Divisió, descendint).
L'estiu del 2009, de la Bella va fitxar per la Reial Societat del mateix nivell, com a substitut de Xabi Castillo, que havia fitxat per l'Athletic Club. He was also first choice during the league campaign, but achieved La Liga promotion this time, as champions.
De la Bella va debutar a la primera categoria espanyola el 29 d'agost de 2010, jugant els 90 minuts complets en una victòria per 1-0 a casa contra el Vila-real CF. A principis de maig de 2014, va renovar el seu contracte amb els Txuriurdin fins al 2018..
De la Bella va jugar com a suplent de Yuri Berchiche la temporada 2015–16, i només va aparèixer en 16 partits competitius. El 5 de juliol de 2016, va ser cedit a l'Olympiakos FC durant dos anys. El següent 23 d'abril, va marcar els seus dos únics gols de la temporada per ajudar el seu equip a derrotar el PAS Giannina FC per 5-0 i aconseguir el seu setè títol consecutiu de la Superlliga de Grècia.
El 27 de juliol de 2017, després que li diguessin que no formava part dels plans del nou entrenador Besnik Hasi, de la Bella va decidir tornar a la Real Societat. El 27 d'agost de 2018, després de nou anys a Anoeta, va fitxar pel club de segona divisió UD Las Palmas amb un contracte de dos anys amb una opció a un tercer.
El 10 de setembre de 2020, de la Bella va ser cedit al FC Cartagena, un altre equip de segona divisió, per a la temporada 2020-21 de Segona Divisió. Després d'haver jugat més de 20 partits i haver evitat el descens, va ser recompensat amb un contracte  per a l'any següent.
De la Bella va anunciar la seva retirada del futbol professional el 17 de maig de 2022, als 36 anys.

## Internacional

### Selecció catalana
De la Bella va ser convocat per primera vegada amb la selecció de Catalunya el desembre de 2010, per al Trofeu Catalunya Internacional contra Hondures. Va començar com a titular en una victòria per 4-0 a l'Estadi Olímpic Lluís Companys el 28 de desembre.
El 28 de desembre de 2016 va disputar com a suplent amb la selecció catalana el Trofeu Catalunya Internacional 2016, un partit contra la selecció de Tunísia que va acabar en empat 3 a 3 i finalment en victòria tunisenca a la tanda de penals.

## Palmarès
Real Sociedad
- Segona Divisió: 2009–10[5]

Olympiacos
- Superlliga grega: 2016–17[11]